# Chaetopleurophora spinosissima
Chaetopleurophora spinosissima är en tvåvingeart som beskrevs av Gabriel Strobl 1892. Chaetopleurophora spinosissima ingår i släktet Chaetopleurophora och familjen puckelflugor. Arten är reproducerande i Sverige. Inga underarter finns listade i Catalogue of Life.